# Elsa Cecilia Frost
Elsa Cecilia Frost (Ciudad de México, 25 de diciembre de 1928 - Ib., 1 de julio de 2005) fue una académica y traductora mexicana. Obtuvo el doctorado en Filosofía y Letras por la UNAM. Elsa Cecilia Frost dedicó su vida a la traducción de textos filosóficos, religiosos e históricos.  Dominó los idiomas español, alemán, inglés, francés, italiano, catalán, y latín.

## Estudios
Realizó sus primeros estudios en el Colegio Alemán, realizó su maestría en la Facultad de Filosofía y Letras en la Universidad Nacional Autónoma de México (UNAM) su tesis fue supervisada por el doctor José Gaos en el Seminario sobre Historia del Pensamiento en los países de lengua española de El Colegio de México. Obtuvo el doctorado en la misma universidad mediante dos seminarios de investigaciones bajo la dirección de Edmundo O'Gorman y de Miguel León-Portilla.

## Premios y académica
Recibió el Premio Alfonso X a la Traducción Literaria que concede el INBA  en 1988, y el Premio Edmundo O’Gorman de Teoría de la Historia, otorgado por el Instituto Nacional de Antropología e Historia en 1999. Fue investigadora titular en el Centro Coordinador y Difusor de Estudios Latinoamericanos de la UNAM. En 2003 obtuvo el premio al mérito universitario Juana Ramírez de Asbaje.
Sus estudios académicos se centran en la historia de las ideas, particularmente de los primeros evangelizadores. Ingresó a la Academia Mexicana de la Lengua el 11 de noviembre de 2004, ocupando la silla XIV que antes perteneciera a Esteban J. Palomera Quiroz y a Manuel Ponce Zavala.
Estuvo casada con el editor y poeta Martí Soler Vinyes por más de 40 años, con quien tuvo tres hijos: Jaime, Ana y Pablo Soler Frost.

## Obras
- 1973 - Las categorías de la cultura mexicana
- 1986 - Educación e ilustración en Europa
- 1992 - El arte de la traición o los problemas de la traducción
- 1996 - Este nuevo orbe
- 2000 - Testimonios del exilio
- 2002 - La historia de dios en las Indias

En el Fondo de Cultura Económica, institución en la que trabajó largo tiempo, publicó traducciones de libros tan importantes como Cristianismo primitivo y paideia griega, de Werner Wilhelm Jaeger; El pensamiento de santo Tomás, de Frederick Copleston; y el Diccionario de religiones, de Edgar Royston Pike.